# NGC 1964
NGC 1964 là một thiên hà xoắn ốc dạng thanh trong chòm sao Thiên Thố. Thiên hà nằm cách Trái đất 65 triệu năm ánh sáng, điều đó có nghĩa là, với kích thước rõ ràng, NGC 1964 có chiều dài khoảng 100.000 năm ánh sáng. Tại trung tâm của nó nằm một lỗ đen siêu lớn, với ước tính khối lượng 2,5 × 10 7 M ☉. Thiên hà có hai nhánh xoắn ốc bên trong được quấn chặt trong một đĩa có độ sáng bề mặt cao và hai nhánh xoắn ốc bên ngoài, mở hơn có nguồn gốc gần vòng trong. Cánh tay ngoài có một vài vùng HII nhỏ.
NGC 1964 là thiên hà chính trong một nhóm các thiên hà, được gọi là nhóm NGC 1964, cũng bao gồm các thiên hà NGC 1979, IC 2130 và IC 2137.